# Tiosulfat de calci
El tiosulfat de calci és un compost inorgànic, del grup de les sals, que està constituït per anions tiosulfat {\displaystyle {\ce {S2O3^{2-}}}} i cations calci (2+) {\displaystyle {\ce {Ca^2+}}}, la qual fórmula química és {\displaystyle {\ce {CaS2O3}}}.

## Propietats
El tiosulfat de magnesi forma l'hexahidrat {\displaystyle {\ce {CaS2O3*6H2O}}} de densitat 1,87 g/cm³. Si s'escalfa fins a 45 °C forma el dihidrat {\displaystyle {\ce {MgS2O3*2H2O}}} i a 85 °C forma el compost anhidre. Si s'escalfa a 112 °C es descompon en sulfat de calci {\displaystyle {\ce {CaSO4}}}, sofre {\displaystyle {\ce {S}}} i diòxid de sofre {\displaystyle {\ce {SO2}}}. La reacció és:
{\displaystyle {\ce {CaS2O3 ->[\Delta] 2CaSO4 + S + SO2}}}
És soluble en aigua, a 20 °C la solubilitat és de 50,2 g en 100 g d'aigua.

## Preparació
El tiosulfat de calci es pot preparar per reacció del clorur de calci {\displaystyle {\ce {CaCl2}}} i tiosulfat de sodi {\displaystyle {\ce {Na2S2O3}}} segons la reacció:
{\displaystyle {\ce {CaCl2 + Na2S2O3 -> CaS2O3 + 2NaCl}}}

## Aplicacions
S'ha emprat per eliminar l'ozó i el clor de les aigües de les xarxes de distribució a les poblacions que han sigut tractades per potabilitzar-les, també com a component de mescles de formigó i ciment, en processos fotogràfics, en recobriments, en estabilitzants, com a reactiu per a metalls preciosos i semipreciosos, i com adob en agricultura. És reductor, per la qual cosa s'empra als laboratoris d'anàlisi química com a valorant en volumetries per a la determinació d'oxidant com són els hipoclorits en lleixius o l'oxigen dissolt en aigües. Per la mateixa raó s'empra per aturar el procés de blanqueig del clor en la indústria paperera.